# Der scharlachrote Buchstabe
Der scharlachrote Buchstabe is een West-Duitse dramafilm uit 1973 onder regie van Wim Wenders. Het scenario is gebaseerd op de roman The Scarlet Letter (1850) van de Amerikaanse auteur Nathaniel Hawthorne.

## Verhaal
De beeldschone Hester Prynne woont in de 17e eeuw in een puriteins kolonistendorp in Massachusetts. Omdat ze weigert te zeggen met wie ze overspel heeft gepleegd, wordt ze jaarlijks openbaar te schande gezet met de rode hoofdletter A van „adultery” op haar japon. Dan verschijnt haar dood gewaande man ineens weer ten tonele.

## Rolverdeling
| Acteur               | Personage             |
| -------------------- | --------------------- |
| Senta Berger         | Hester Prynne         |
| Hans Christian Blech | Roger Chillingworth   |
| Lou Castel           | Eerwaarde Dimmesdale  |
| Yelena Samarina      | Mevrouw Hibbins       |
| Yella Rottländer     | Pearl                 |
| William Layton       | Gouverneur Bellingham |
| Alfredo Mayo         | Gouverneur Fuller     |
| Ángel Álvarez        | Eerwaarde Wilson      |
| Laura Currie         | Sarah                 |
| Tito García          | Kerkganger            |
| Lorenzo Robledo      | Kapitein              |
| Rafael Albaicín      | Indiaan               |
| José Villasante      | Winkeleigenaar        |
| Rüdiger Vogler       | Matroos               |